# 文花枝
文花枝（1982年—），女性，湖南韶山人，汉族，中华人民共和国政治人物、第十一届全国人民代表大会湖南地区代表。

## 生平
文花枝早年在湖南工程学院旅游服务与管理专业就读，毕业后成为导游员，2005年8月，带团旅游时，身为导游的她因遭遇车祸，导致左腿截肢。2006年9月，文氏考入湘潭大学旅游管理学院旅游管理系，后成为该校硕士研究生，直到2013年毕业，随即进入湘潭市文化旅游广电体育局工作。2008年至2013年担任全国人大代表。